# Vanderhoof
Vanderhoof é um município distrito que fica próximo do centro geográfico da Colúmbia Britânica, no Canadá. Tem uma população de aproximadamente 4.500 habitantes dentro dos limites da cidade. Devido às comunidades rurais próximas não terem serviços públicos, Vanderhoof na verdade é um centro de serviços para quase 10 mil pessoas. Os impulsionadores econômicos de Vanderhoof são a indústria florestal, a agricultura e as indústrias relacionadas. O turismo está crescendo, mas ainda tem que desafiar qualquer uma das indústrias já estabelecidas.